# 安部潤
安部潤（1968年3月1日—），日本鍵盤手、編曲家、音樂製作人。出生于福岡県。

## 经历
1993年開始作為編曲家開始從事音樂相關活動。1994年到1995年期間，為FIELD OF VIEW負責電子琴的演奏。
脫離樂團後再度擔任編曲家、曾經負責瀧與翼、嵐、MISIA、安室奈美惠、MAX、K、mihimaru GT、CHEMISTRY、BoA、女子十二樂坊、淺岡雄也等樂曲的編曲、從身兼藝術家和音樂製作人到服裝製作全部一手包辦。
之後在演奏會上負責鍵盤手，曾經負責MISIA、粉紅淑女、廣瀨香美和其他藝人的表演。2004年於公司ROVING SPIRITS上發表獨奏音樂專輯。

## 主要編曲作品
- 相川七瀬
  - 迷你相簿「THE FIRST QUARTER」※（M6）「I Love You」
- 淺岡雄也
  - 1st專輯「ウタノチカラ」※（M3）「missing piece」、（M6）「if」、（M9）
  - 直播DVD「1st LIVE TOUR KOTONOHA 2004 "To the Next From Here..."」※現場安排、電子琴演奏
- 安室奈美恵
  - 28th單曲「ALL FOR YOU」※主題曲
- 嵐
  - BEST專輯「5×5 THE BEST SELECTION OF 2002←2004」※通常盤（M13）「失眠的身體」
  - 5th專輯「One」※（M8）「Rain」、（M12）「只是夢也好」
- 諫山実生
  - 8th單曲「月のワルツ」※主題曲
- KinKi Kids
  - 20th單曲「Anniversary」※c/w（M2）「Anniversary -20th. memorial version-」
- 黑澤薰
  - 1st個人專輯「Love Anthem」※（M3）「After the rain」
- K
  - 2nd單曲「擁抱」※主題曲、和K共同編曲
- CHEMISTRY
  - 1st單曲「PIECES OF A DREAM」※c/w(M2)「TWO」
  - 4th專輯「fo(u)r」※（M13）「for…」
- タイナカサチ
  - 4th單曲 ※主題曲
  - 5th單曲 ※主題曲
- 瀧與翼
  - 3rd單曲「One Day, One Dream」※c/w（M4）「愛世界」
  - 4th單曲「愛想曲 (小夜曲)」※c/w（M3）「queen of R」
- 20th Century
  - 2nd單曲「Precious Love」 ※c/w（M11）「Take it easy（eltorpedo mix）」
- MAX
  - 11th單曲「Grace of my heart」
  - 12th單曲「Love impact」※編曲のみならず、作曲擔當
- NEWS
  - 4th單曲「TEPPEN」※c/w（M2）「有多少夢就有多少愛」
- BoA
  - 配信限定專輯「Merry Christmas from BoA」※（M2）「White Christmas」
  - 22nd單曲「Winter Love」※初回限定盤（M3）「Last Christmas」
- masumi
  - 6th單曲※單曲* melody.
  - 1st專輯「Sincerely」※單曲* mihimaru GT
  - 7th單曲「恋する気持ち/YES」※主題曲
- マリーン
  - 「INITIAL」(2011)
- 美勇傳
  - 5th單曲※主題曲、和平田祥一郎共同演奏
- 美山加戀
  - 出道單曲「ねずみは米が好き」※主題曲
- ドロンボー（小原乃梨子、八奈見乘兒、たてかべ和也）
  - 混合單曲
  - 專輯 ※收錄曲以及大多數曲目。
- 朝倉美沙
  - 出道單曲「ばあちゃん」※電影主題歌「佐賀的超級阿嬤」電影配樂擔當。
- 横沢ローラ
  - Fusion-O-Potamus
- 不要在走廊奔跑！
  - 抱緊我
- 張敬軒
  - 2023年唯一主打單曲《隱形遊樂場》第三版本「代代木木馬」

還有其他大多數曲目。

## 音樂唱片分類
- The Sensimillia Family Tree　2004/12/15 (RKCJ-2013)
- Walk Around  2012/10/3 (VRCL4026)

## 外部連結
- 安部潤オフィシャルウェブサイト -JUN ABE OFFICIAL WEB SITE-（页面存档备份，存于）
- 安部潤blog（页面存档备份，存于）
- 安部潤的X（前Twitter）